# Cerkiew św. Dymitra w Radoszycach
Cerkiew św. Dymitra w Radoszycach – drewniana cerkiew greckokatolicka z 1868. Obecnie rzymskokatolicki kościół filialny pw. Matki Bożej Wspomożycielki należący do parafii w Komańczy.

## Historia
Cerkiew w Radoszycach, początkowo prawosławna, następnie unicka, istniała od 1507. Obecna świątynia została wzniesiona w 1868 i poświęcona w cztery lata później. W 1896 wnętrze cerkwi zostało odnowione. Obiekt poniósł poważne straty w 1944, kiedy kilka pocisków uderzyło w jego dach i kopuły.
W 1947, w czasie wysiedlania ludności rusińskiej, żołnierze LWP obrabowali cerkiew, wywożąc komplety strojów liturgicznych, kielichy i trzy dzwony. W 1948 budowla została zaadaptowana na kościół rzymskokatolicki, jednak nabożeństwa odbywały się w niej jedynie w ważniejsze święta. W 1961 decyzją wojewódzkiego oddziału Urzędu ds. Wyznań cerkiew została zamknięta, jednak w 1966 mieszkańcy Radoszyc samowolnie zerwali plomby z drzwi i doprowadzili do wznowienia kultu religijnego. Dopiero w 1971, po wcześniejszych szykanach ze strony władz lokalnych, parafia rzymskokatolicka w Komańczy otrzymała zezwolenie na dokonanie remontu obiektu i regularne odprawianie nabożeństw. Prace rekonstrukcyjne trwały do 1979.

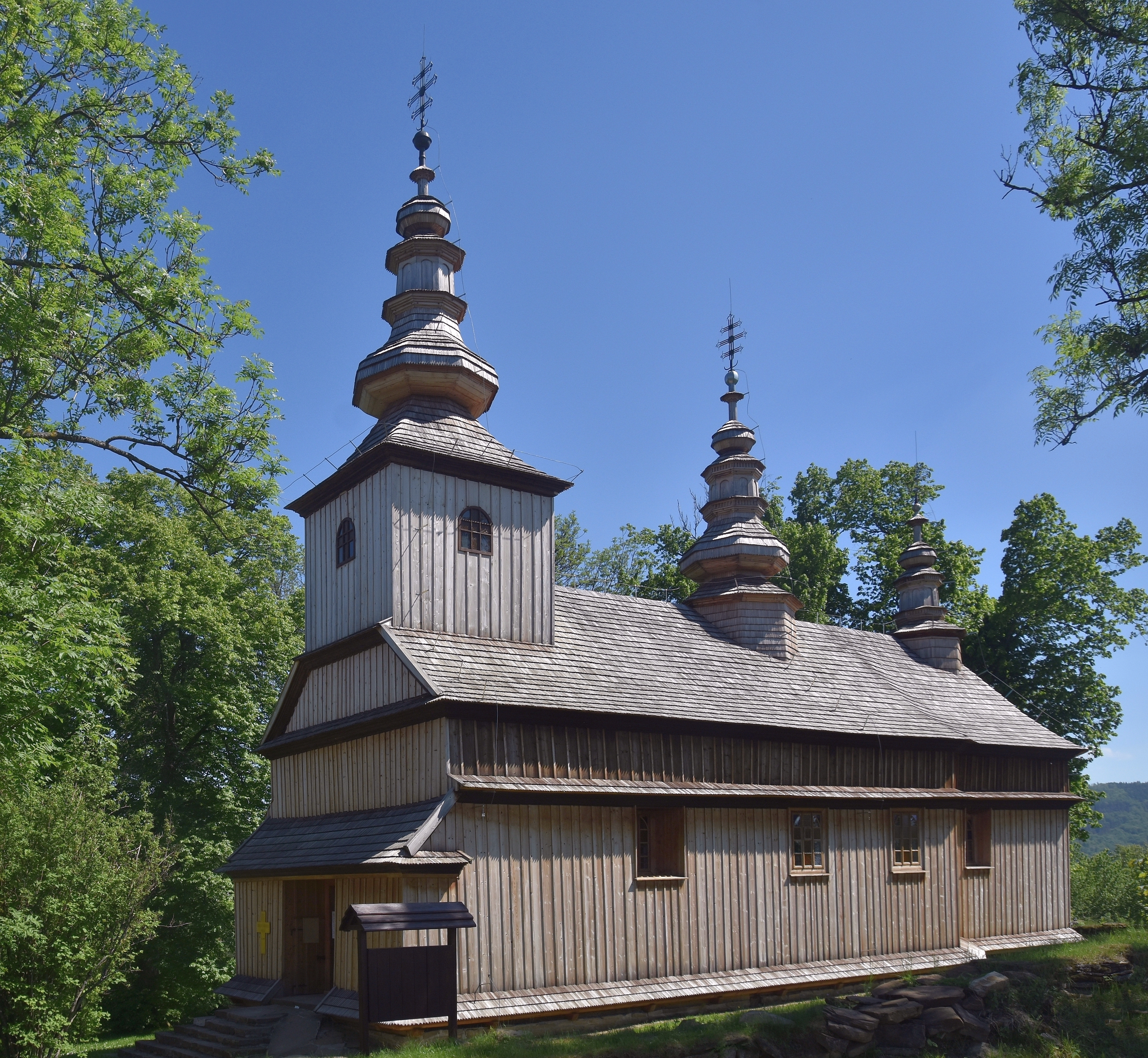
Elewacja frontowa
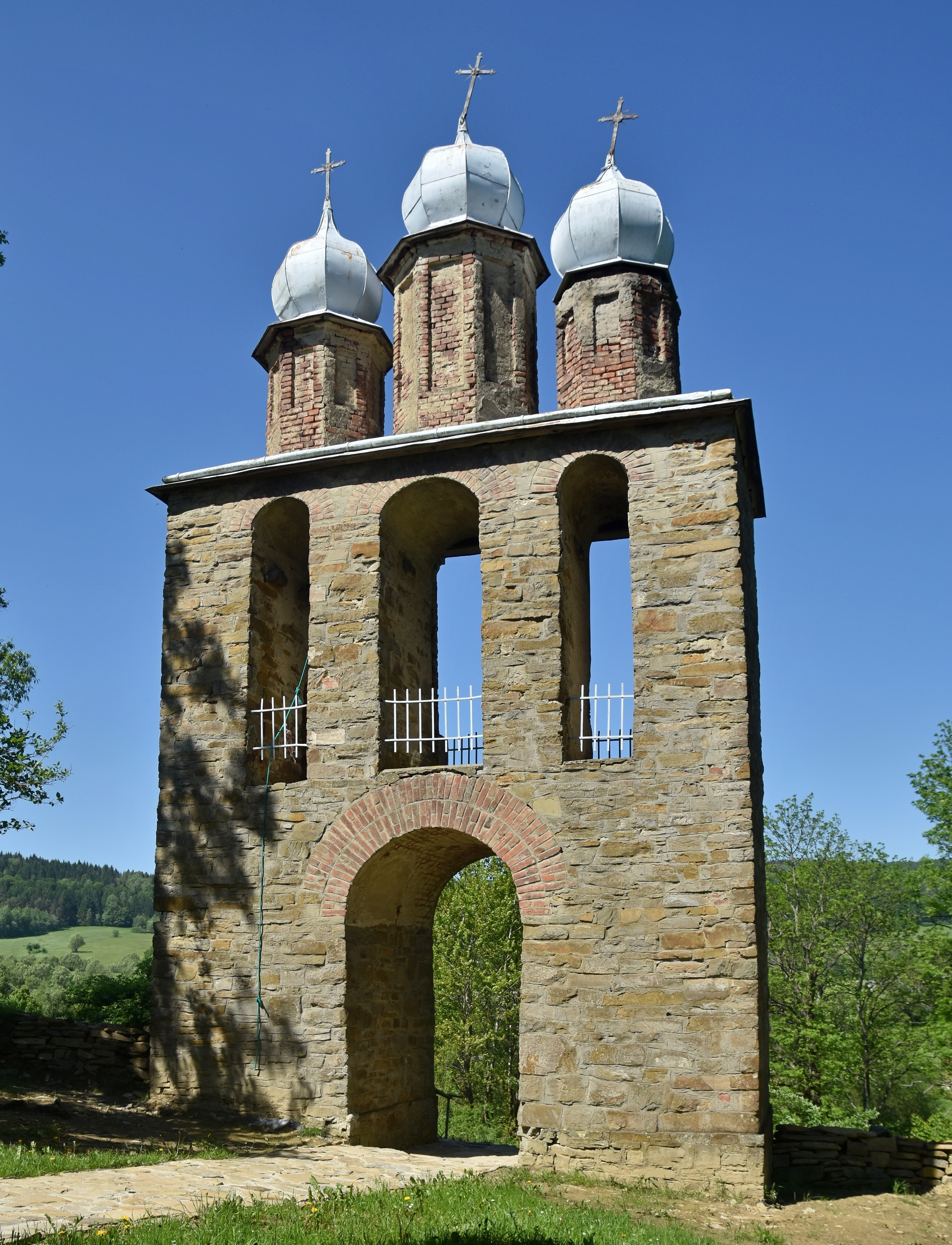
Dzwonnica
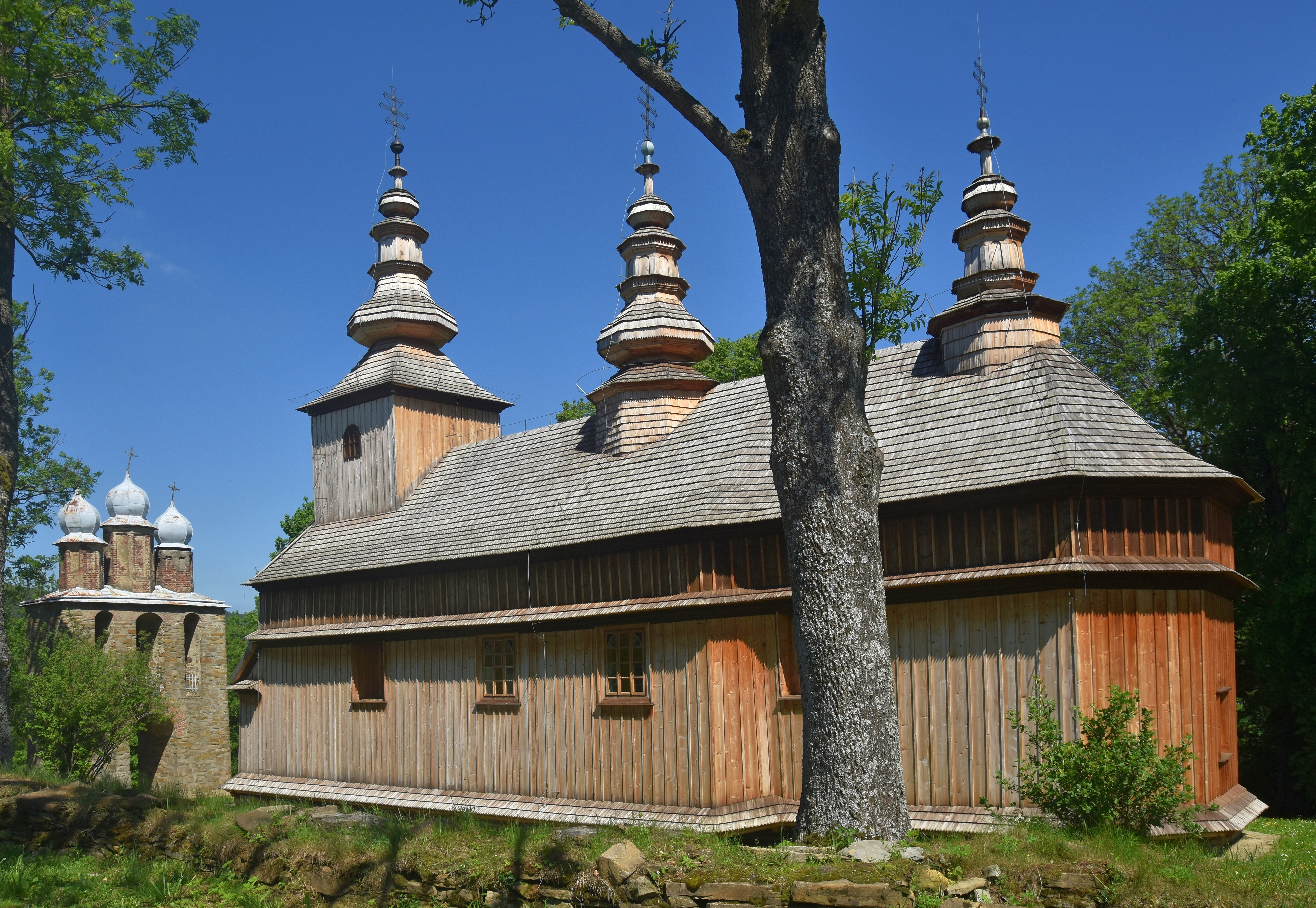
Widok od strony południowej

## Architektura

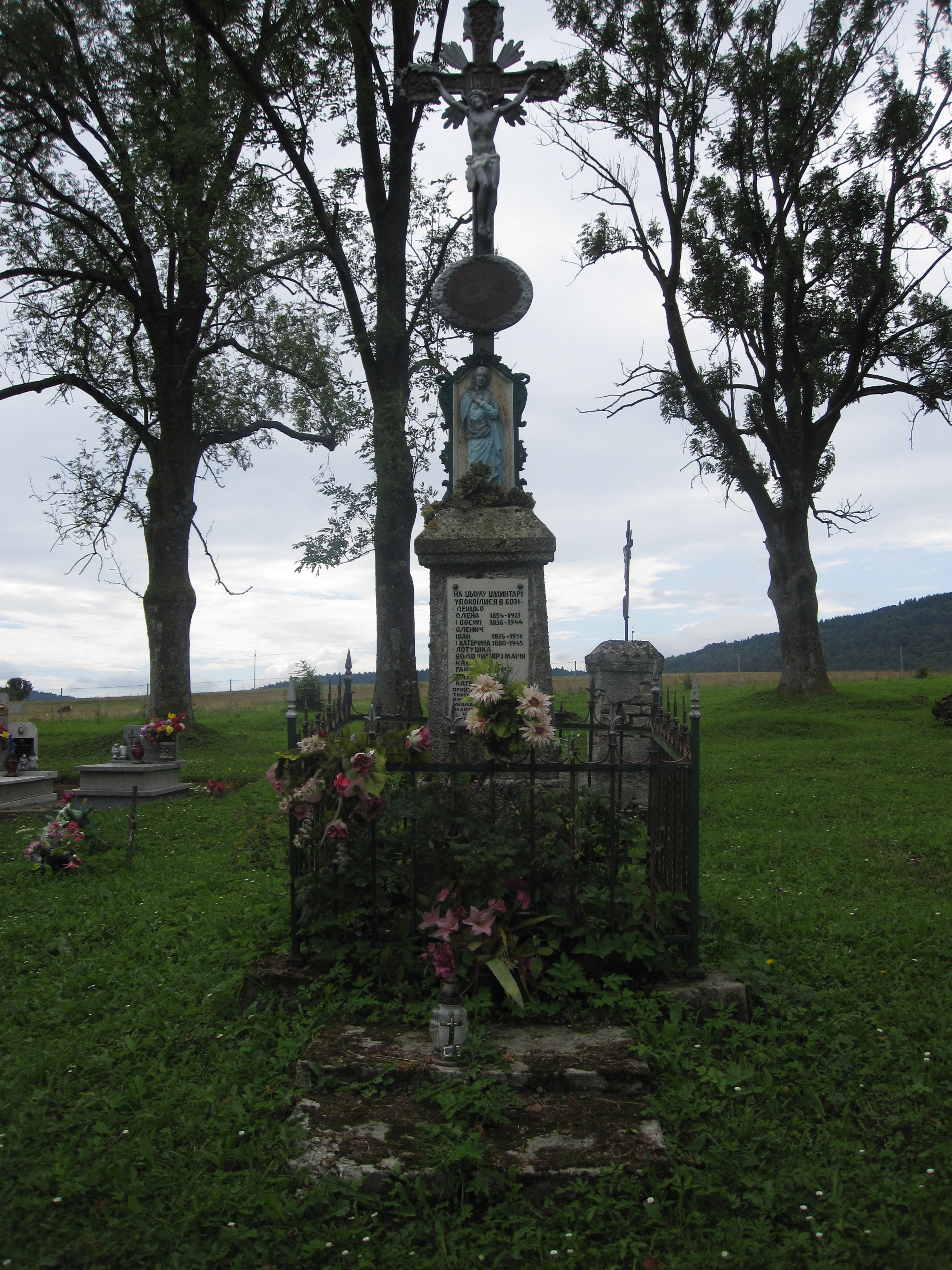
Pomnik na cmentarzu za cerkwią

Cerkiew jest drewniana, trójdzielna, z trzema wieżami zwieńczonymi cebulastymi hełmami. We wnętrzu zachowało się wiele elementów oryginalnego wyposażenia, w tym ikonostas i ołtarz główny oraz ołtarz boczny z ikoną patrona cerkwi, zaś na chórze – malowidło przedstawiające cerkiew oraz Łemka w trakcie zbierania zboża.
Na teren cerkwi prowadzi murowana brama-dzwonnica z pocz. XX wieku, zwieńczona trzema hełmami o formie podobnej do kopuł cerkwi. W najbliższym otoczeniu świątyni znajdował się cmentarz, z którego pozostał jeden nagrobek z 1868. W Radoszycach znajdowała się również kaplica greckokatolicka, zniszczona po 1945.

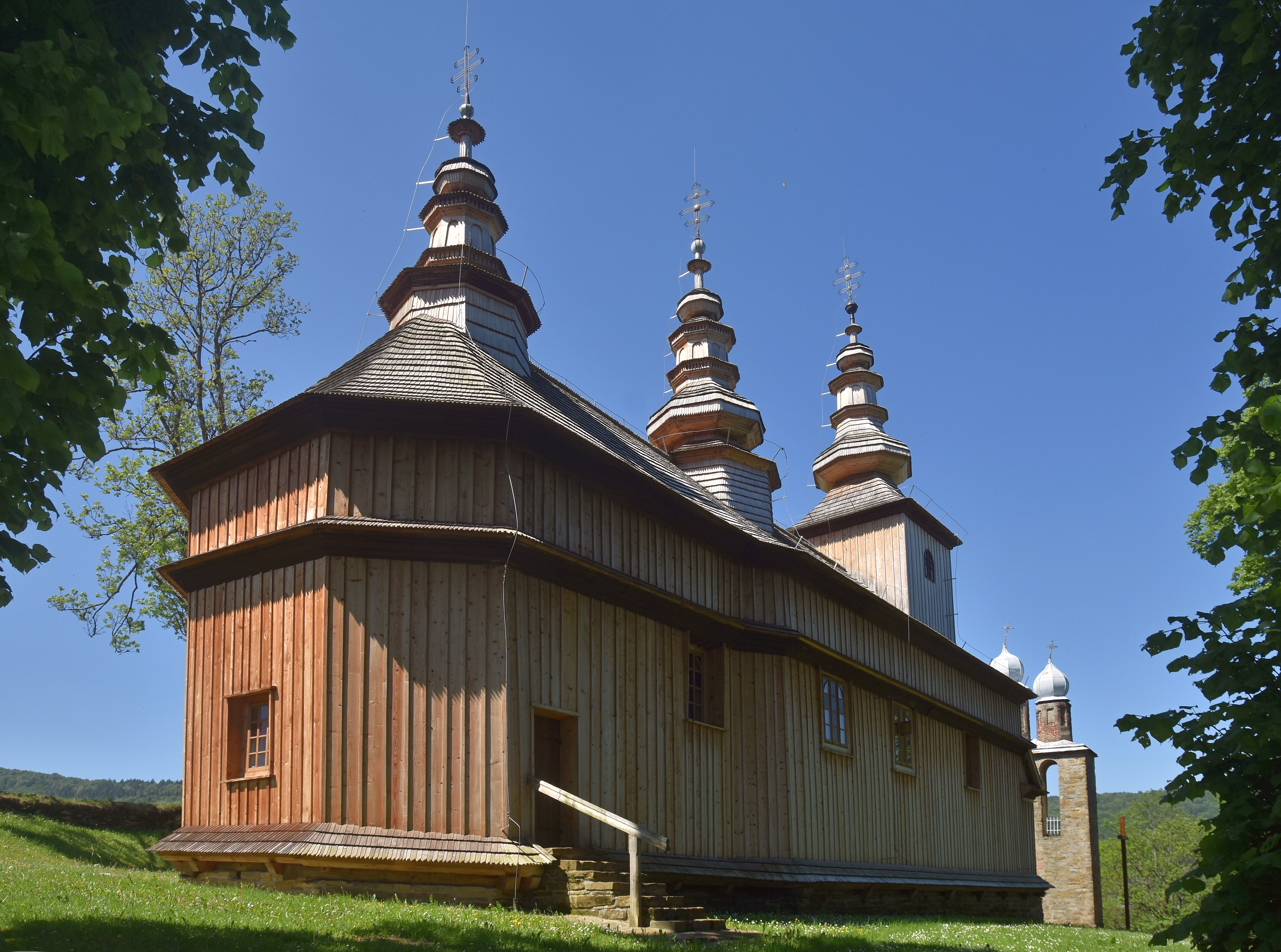
Elewacja północna
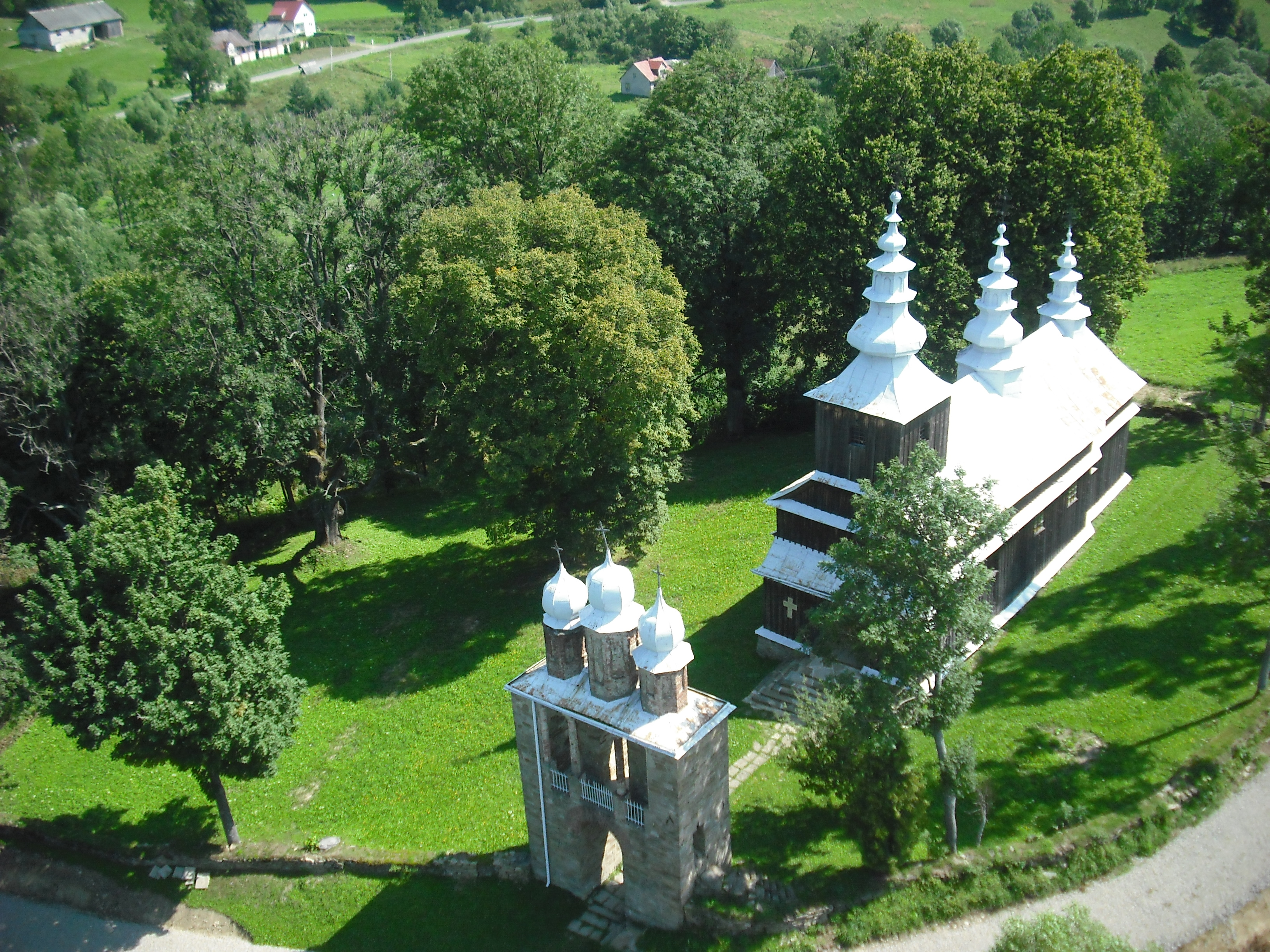
Widok z lotu ptaka
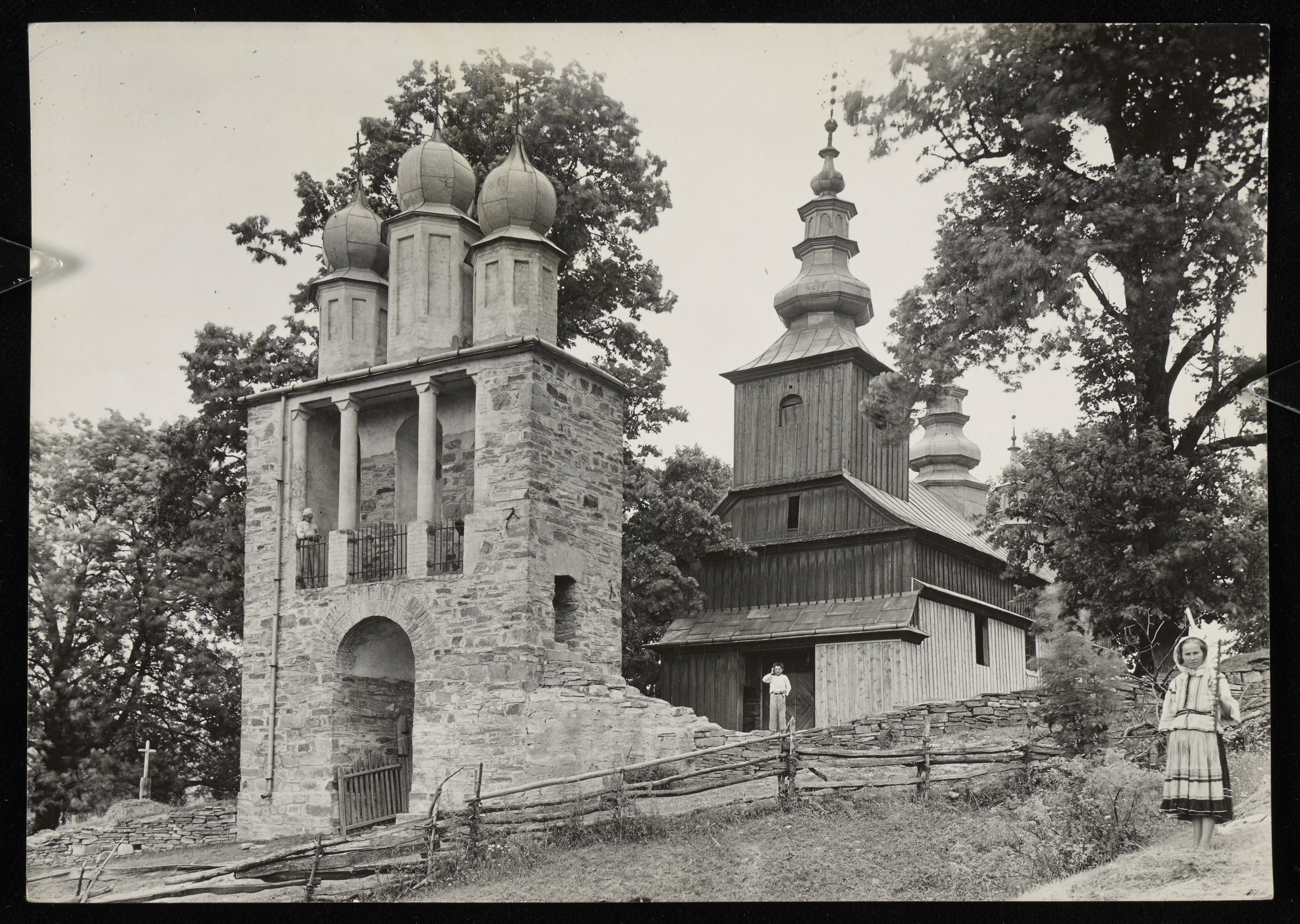
Cerkiew w 1939